# Arbeitskreis Geoarchäologie
Der Arbeitskreis Geoarchäologie ist eine Vereinigung von ca. 200 Wissenschaftlern aus Deutschland und den Nachbarländern, die vornehmlich den Fachdisziplinen Physische Geographie, Geomorphologie, Archäologie und den Geowissenschaften angehören. Ziel ist es, die Disziplin der Geoarchäologie in den deutschsprachigen Ländern in Forschung und Lehre zu profilieren.
Der in starkem Maße interdisziplinär ausgerichtete Arbeitskreis ist sowohl Mitglied bei der Deutschen Gesellschaft für Geographie (DGfG) als auch bei der Gesellschaft für Naturwissenschaftliche Archäologie – Archäometrie (GNAA).
Mit Christian Stolz (Europa-Universität Flensburg, Geographie) und Christopher Miller (Universität Tübingen, Archäologie) verfügt der Arbeitskreis über zwei Arbeitskreissprecher aus unterschiedlichen Fachdisziplinen.

## Geschichte
Gegründet wurde der Arbeitskreis im Mai 2004 während des internationalen Eastern Mediterranean/Near Eastern Geoarchaeology Meetings in Tübingen. Die erste Jahrestagung fand 2005 auf Schloss Thurnau bei Bayreuth statt. Die Ämter der beiden Arbeitskreissprecher bekleideten von 2005 bis 2015 Markus Fuchs (Universität Bayreuth, jetzt Universität Gießen, Geographie) und Katleen Deckers (Universität Tübingen, Archäologie).

## Aktivitäten
Bei der Gründung des Arbeitskreises existierte weder in Deutschland, noch in den angrenzenden deutschsprachigen Nachbarländern eine vergleichbare institutionalisierte Fachdisziplin, obwohl zahlreiche Geographen und Archäologen erfolgreich auf dem Gebiet der Geoarchäologie tätig waren.
Der Arbeitskreis tagt alljährlich an einer anderen deutschen Universität.